# 奥伊勢宮川峡県立自然公園
奥伊勢宮川峡県立自然公園（おくいせみやがわきょうけんりつしぜんこうえん）は、三重県南勢地域西部（奥伊勢）の県立自然公園。1967年（昭和42年）8月1日に三重県が指定した三重県下最大の県立公園である。

## 概要
公園面積は51,448haで、三重県の県立公園では最大である。宮川本流の上・中流部とその支流大内山川流域を含む。
2003年（平成15年）の観光入込客数は、125万4千人であった。
2005年（平成17年）9月16日、奥伊勢宮川峡県立自然公園の公園計画が策定された。

## 関係市町村
- 多気郡大台町
- 度会郡大紀町

## 主な観光地
- 宮川上流渓谷
- 宮川ダム
- 瀧原宮
- 頭之宮四方神社
- 台高山脈